# East Dublin
East Dublin es un pueblo ubicado en el condado de Laurens en el estado estadounidense de Georgia. En el censo de 2000, su población era de 2.484.

## Demografía
En el 2000 la renta per cápita promedia del hogar era de $24,412, y el ingreso promedio para una familia era de $28,548. El ingreso per cápita para la localidad era de $10,918. Los hombres tenían un ingreso per cápita de $25,500 contra $16,756 para las mujeres.

## Geografía
East Dublin se encuentra ubicado en las coordenadas 32°33′3″N 82°52′7″O / 32.55083, -82.86861 (32.550854, -82.868661).
Según la Oficina del Censo, la localidad tiene un área total de 7,7 km² (3 mi²), de la cual 7,6 km² (2,9 mi²) es tierra y 0,1 km² (0 mi²) (0.23%) es agua.